# Tribróm-fluormetán
A tribróm-fluormetán vagy Halon 1103 vagy R 11B3 színtelen folyadék, a metán teljesen halogénezett, pontosabban teljesen brómozott-fluorozott származéka.
A tribróm-fluormetán felhasználható tűzoltó berendezésekben, brómtartalma miatt azonban ózonlebontó potenciálja nagy, és a legtöbb halont a Montreali jegyzőkönyv betiltotta.

## Fizikai tulajdonságai
| Tulajdonság                  | Érték                |
| ---------------------------- | -------------------- |
| Törésmutató (n) 20 °C-on     | 1,5216               |
| Felületi feszültség 20 °C-on | 31,68 mN·m−1         |
| Viszkozitás 0 °C-on          | 2,09 mPa.s (2,09 cP) |

## Fordítás
Ez a szócikk részben vagy egészben a Tribromofluoromethane című angol Wikipédia-szócikk ezen változatának fordításán alapul.  Az eredeti cikk szerkesztőit annak laptörténete sorolja fel. Ez a jelzés csupán a megfogalmazás eredetét és a szerzői jogokat jelzi, nem szolgál a cikkben szereplő információk forrásmegjelöléseként.

### Külső hivatkozások
- Raman and infrared spectra of solid tribromofluoromethane Archiválva 2012. december 10-i dátummal az Archive.is-en
- Entry at chem007.com